# ۱۲۴۴ (خورشیدی)
سال ۱۲۴۴ هجری خورشیدی

## زادروزها
- ۱ فروردین - محمد میرزا کاشف السلطنه، سیاستمدار، نویسنده و پدر چای ایران
- ۱ شهریور - محمود طرزی، وزیر خارجهٔ افغانستان در دوره پادشاهی امان‌الله خان
- مقبل‌السلطنه خراسانی؛ سران و صاحب منصبان دورهٔ قاجار